# Mobile Suit Gundam: The Witch from Mercury
Mobile Suit Gundam: The Witch from Mercury (機動戦士ガンダム 水星の魔女?, Kidō senshi Gandamu: Suisei no majo, lett. "Mobile Suit Gundam: La strega di Mercurio") è una serie televisiva anime del 2022 appartenente al franchise di Gundam, scritta da Ichirō Ōkouchi e diretta da Hiroshi Kobayashi e Ryo Ando.

## Personaggi
Suletta Mercury (スレッタ・マーキュリー?, Suretta Mākyurī)
Doppiata da: Kana Ichinose
È una ragazza molto impacciata e timida, ma anche ottimista e propositiva. Si fida ciecamente di sua madre e delle decisioni che ella prende per lei, e questo suo attaccamento viene mal visto da Miorine.
Miorine Rembran (ミオリネ・レンブラン?, Miorine Renburan)
Doppiata da: Lynn
Una ragazza decisa e sicura di sé, pronta a lottare per i valori in cui crede e per i suoi amici. All'inizio della storia è in perenne scontro con suo padre, che la usa come trofeo da conquistare per gli aspiranti eredi del Benerit Group. Più avanti, quando Delling si accorgerà della sua abilità come imprenditrice e riporrà più fiducia in lei, anche la ragazza addolcirà il rapporto con suo padre.
Guel Jeturk (グエル・ジェターク?, Gueru Jetāku)
Doppiato da: Yōhei Azakami
Elan Ceres (エラン・ケレス?, Eran Keresu)
Doppiato da: Natsuki Hanae
Shaddiq Zenelli (シャディク・ゼネリ?, Shadiku Zeneri)
Doppiato da: Makoto Furukawa
Lauda Neill (ラウダ・ニール?, Rauda Nīru)
Doppiato da: Takeo Ōtsuka

### Casa Terra
Nika Nanaura (ニカ・ナナウラ?)
Doppiata da: Yume Miyamoto, Haruka Shiraishi (ep. 10-12)
Chuatury Panlunch (チュアチュリー・パンランチ?, Chuachurī Panranchi)
Doppiata da: Miyu Tomita
Martin Upmont (マルタン・アップモント?)
Doppiato da: Junya Enoki
Nuno Kargan (ヌーノ・カルガン?, Nūno Karugan)
Doppiato da: Tasuku Hatanaka
Ojelo Gabel (オジェロ・ギャベル?, Ojero Gyaberu)
Doppiato da: KENN
Till Nys (ティル・ネイス?, Tiru Neisu)
Doppiato da: Kōhei Amasaki
Lilique Kadoka Lipati (リリッケ・カドカ・リパティ?, Ririkke Kadoka Ripati)
Doppiata da: Konomi Inagaki
Aliya Mahvash (アリヤ・マフヴァーシュ?, Ariya Mafuvāshu)
Doppiata da: Miyuri Shimabukuro

### Benerit Group
Elnora Samaya (エルノラ・サマヤ?, Erunora Samaya) / Prospera Mercury (プロスぺラ・マーキュリー?, Purosupera Mākyurī)
Doppiata da: Mamiko Noto
Delling Rembran (デリング・レンブラン?, Deringu Renburan)
Doppiato da: Naoya Uchida
Sarius Zenelli (サリウス・ゼネリ?, Sariusu Zeneri)
Doppiato da: Atsushi Ono
Vim Jeturk (ヴィム・ジェターク?, Vimu Jetāku)
Doppiato da: Tetsuo Kanao
Belmeria Winston (ベルメリア・ウィンストン?, Berumeria Uinsuton)
Doppiata da: Ayumi Tsunematsu

### Altri personaggi
Sophie Pulone (ソフィ・プロネ?, Sofi Purone)
Doppiata da: Shiori Izawa
Norea Du Noc (ノレア・デュノク?, Norea Deyunoku)
Doppiata da: Aoi Yūki
Ericht Samaya (エリクト・サマヤ?, Erikuto Samaya)
Doppiata da: Kana Ichinose
Kenanji Avery (ケナンジ・アベリー?, Kenanji Aberī)
Doppiato da: Yōji Ueda
Feng Jun (フェン・ジュン?, Fen Jun)
Doppiata da: Akeno Watanabe
Guston Parche (グストン・パーチェ?, Gusuton Pāche)
Doppiato da: Junichi Yanagita

## Produzione
La serie è stata annunciata dalla Sunrise il 15 settembre 2021 e si rivolge in modo particolare alle nuove generazioni, con il proposito di rinnovare il brand dopo l'ultima serie prodotta Mobile Suit Gundam: Iron-Blooded Orphans. È inoltre il primo prodotto animato del franchise di Gundam ad avere una protagonista femminile.
La composizione della serie è stata curata da Ichirō Ōkouchi, ed è stata diretta da Hiroshi Kobayashi e Ryo Ando. Il character design è di Mogumo, sviluppato poi da Marie Tagashira, Shuri Toida e Hirotoshi Takaya per le animazioni, e la direzione artistica è ad opera di Ayumi Satō. Il mecha design è di JNTHED, Kanetake Ebikawa, Wataru Inada, Ippei Gyōbu, Kenji Teraoka e Takayuki Yanase. La colonna sonora è stata composta da Takashi Ohmama e la direzione del suono è curata da Jin Aketagawa.

## Distribuzione
La serie è stata preceduta da un episodio introduttivo proiettato il 14 luglio 2022 presso vari eventi in Giappone, e successivamente distribuito in rete il 1º settembre seguente.
La trasmissione della prima stagione è avvenuta in Giappone dal 2 ottobre 2022 all'8 gennaio 2023 sui canali MBS e TBS. La seconda stagione è stata trasmessa dal 9 aprile al 2 luglio 2023 sugli stessi canali.
La distribuzione internazionale è avvenuta tramite Crunchyroll, che ha pubblicato la serie, anche con sottotitoli in lingua italiana, in tutto il mondo al di fuori dell'Asia.

## Episodi
| Nº | Titolo italiano Giapponese 「Kanji」 - Rōmaji | In onda        | In onda |
| Nº | Titolo italiano Giapponese 「Kanji」 - Rōmaji | Giapponese     |         |
| 0  | Prologue 「PROLOGUE」 - Purorōgu | 14 luglio 2022 |         |
| 0  | Nel laboratorio Fólkvangr della Ochs Earth la giovane Elnora è al lavoro per testare il GUND Format, una tecnologia medica sviluppata dall'istituto Vanadis ora acquisito dalla Ochs Earth, applicato a Mobile Suit (robot da guerra pilotabili) di tipo Gundam. L'innocuità di tali Gundam per i piloti è stata messa in dubbio dal consiglio di sviluppo dei Mobile Suit, in quanto la connessione con la macchina in fase di pilotaggio sarebbe troppo onerosa e biologicamente stressante. Sotto la guida della dottoresssa Cardo Nabo, Elnora sperimenta la connessione con il Gundam Lfrith per confutare queste affermazioni. Proprio il giorno del quarto compleanno di Eri, la figlia di Elnora, il consiglio di sviluppo spinto da Delling Rembran anticipa il vaglio degli sviluppi e avvia un'offensiva contro la Ochs Earth, accusata di minare l'etica umana tramite i Mobile Suit Gundam che trascendono il concetto di arma essendo pericolosi anche per chi li pilota. Delling assume la direzione del Cathedra, un organismo formato dal consiglio per il controllo della produzione dei Mobile Suit, e sostiene che in guerra vada preservata la responsabilità morale delle proprie azioni compiute con le armi, cosa che non avviene con chi si interfaccia con un Gundam. Nadim, il padre di Eri, si sacrifica nel tentativo di difendere il laboratorio, mentre la bambina, assieme alla madre nella cabina di pilotaggio del Lfrith, ne assume per la prima volta il pieno controllo senza conseguenze fisiche e disintegra alcune unità nemiche senza rendersi conto dei suoi atti. Delling rinnega pubblicamente i Gundam, considerati delle vere e proprie maledizioni, e ne vieta la produzione. |                |         |

### Prima stagione
| Nº | Titolo italiano Giapponese 「Kanji」 - Rōmaji | In onda          | In onda |
| Nº | Titolo italiano Giapponese 「Kanji」 - Rōmaji | Giapponese       |         |
| 1  | La strega e la sposa 「魔女と花嫁」 - Majo to hanayome | 2 ottobre 2022   |         |
| 1  | Suletta Mercury si trasferisce alla scuola di tecnologia Asticassia, come stabilito da sua madre, assieme al suo Mobile Suit Aerial. Il giorno del suo approdo salva la vita a una ragazza vagante nello spazio aperto, ma ella va su tutte le furie perché stava in realtà tentando la fuga verso la Terra. Nella scuola vige la regola che ogni disputa o contesa possa essere risolta tramite un duello di Mobile Suit, regolarmente controllati da un apposito comitato. Miorine Rembran, la ragazza salvata da Suletta, è stata costretta da suo padre Delling a sposarsi con l'Holder, il pilota in vetta alle classifiche dei duelli, che diventerà automaticamente l'erede del suo Benerit Group, a cui fanno capo le aziende Jeturk Heavy Machinery, Peil Technologies, Grassley Defense Systems e molte altre. L'attuale Holder è Guel Jeturk, figlio del presidente della Jeturk, un ragazzo spocchioso e arrogante che alla prima occasione aggredisce Miorine per essere scappata da lui. Suletta, per scusarsi con Miorine di essersi intromessa nella sua fuga, la difende da Guel e accetta di sfidarlo a duello, vincendolo con l'Aerial. Il padre di Guel, che stava attentando alla vita di Delling per assicurare il fidanzamento di suo figlio, deve rinunciare al suo piano perché, con la vittoria contro Guel, Suletta rileva ufficialmente il titolo di Holder e la mano di Miorine.                                                                                  |                  |         |
| 2  | Il Mobile Suit maledetto 「呪いのモビルスーツ」 - Noroi no Mobiru Sūtsu | 9 ottobre 2022   |         |
| 2  | Il Mobile Suit di Suletta viene sospettato essere un Gundam, se così fosse avrebbe violato la convenzione Cathedra e il duello dovrebbe essere annullato, il robot rottamato e la studentessa espulsa dalla scuola. Mentre è in corso un'inchiesta voluta dal presidente Delling, Suletta viene rinchiusa ed Elan Ceres, interessato a lei, va a farle visita. Dopo alcune ricerche si scopre che l'Aerial è stato prodotto su Mercurio dalla Shin Sei, una tra le più piccole aziende del Benerit Group, e la rappresentante della società, tale Lady Prospera, viene convocata dal consiglio dei vertici del gruppo per difendere la sua causa. Prospera sostiene che le accuse di un Permet Link elevato come quello registrato non siano sufficienti a definire il Mobile Suit un Gundam, difatti non sono stati rilevati data storm, altra caratteristica chiave del GUND Format. Delling Rembran decreta che l'Aerial è un Gundam ignorando quanto espresso e la seduta non osa opporsi. Miorine, dopo aver ricevuto un nuovo messaggio dal padre che le ordina di sposarsi con un uomo scelto da lui e non più con l'Holder, rinuncia a un nuovo tentativo di fuga e decide di ribellarsi a lui per le sue decisioni empiriche. La ragazza irrompe nella sala dove si sta svolgendo l'inchiesta e sfida il padre a duello: se vincerà lui accetterà le sue nuove disposizioni, altrimenti l'Aerial non verrà identificato come Gundam e resterà valido l'esito del suo primo duello.    |                  |         |
| 3  | L'orgoglio di Guel 「グエルのプライド」 - Gueru no puraido | 16 ottobre 2022  |         |
| 3  | L'avversario di Suletta, che gareggierà per Miorine, sarà nuovamente Guel come ottenuto da Vim Jeturk, segretamente in accordo con Prospera. Il presidente Jeturk vuole a tutti i costi che suo figlio vinca e mantenga il titolo di Holder, e non fidandosi delle sue abilità gli assegna un Mobile Suit Darilbalde con delle funzioni di guida autonoma, ferendolo nell'orgoglio. Oltre a ciò, la squadra di Guel sabota il sistema di raffreddamento in modo che entri in funzione durante il duello e inibisca le armi dell'Aerial. Il malfunzionamento non viene considerato un imbroglio dal comitato dei duelli, ma come un ausilio conquistato dal pilota anche se non in modo pulito. Grazie all'intervento di Miorine il sistema di raffreddamento si spegne e la sua amica può tornare ad attaccare. Anche Guel decide di fare sul serio e interrompe sia le comunicazioni con il suo team che la guida assistita, ma Suletta riesce comunque ad avere la meglio su di lui. Usciti dai Mobile Suit, alla fine del duello, Suletta ammette a Guel di averlo sottovalutato e lui le chiede di sposarlo. |                  |         |
| 4  | Una trappola invisibile 「みえない地雷」 - Mienai jirai | 23 ottobre 2022  |         |
| 4  | Il giorno seguente Guel si scusa con Miorine come pattuito e dice a Suletta di non prendere sul serio la proposta di matrimonio che le ha fatto. Intanto l'azienda del padre di Guel sta perdendo la fiducia dei suoi clienti dopo la notizia che il ragazzo ha perso l'opportunità di ereditare il Benerit Group. Suletta non supera una prova pratica di pilotaggio perché sprovvista di un team di supporto e dovrà sostenere l'esame di recupero assieme a Chuatury Panlunch, una studentessa terrestre, soprannominata Chuchu, che è stata sabotata per dispetto e ha fallito la prova. La ragazza mercuriana fatica a trovare degli assistenti perché nessuno vuole inimicarsi Guel, allora si rivolge a Nika Nanaura, la prima ragazza con cui ha stretto amicizia, che la porta alla sua Casa Terra dove potrà trovare un aiuto. A causa delle discriminazioni tra "Spacian" (persone nate nello spazio) ed "Earthian" (terrestri) Suletta non viene bene accolta in quella fazione di soli terrestri, in particolare da Chuchu, ma il giorno dell'esame di recupero sarà proprio lei a prendere le sue difese dalle due studentesse sabotatrici che hanno mirato anche a Suletta. Miorine aiuta la sua amica facendole sia da meccanico che da spotter, ma dopo l'esame di recupero, che dovrà essere ripetuto un'altra volta, Suletta viene ufficialmente ammessa a Casa Terra. |                  |         |
| 5  | Riflesso in uno sguardo di ghiaccio 「氷の瞳に映るのは」 - Kōri no hitomi ni utsuru no wa | 30 ottobre 2022  |         |
| 5  | Elan invita Suletta a uscire, ma non per un appuntamento romantico come pensa la ragazza, bensì per studiare più da vicino l'Aerial per conto della Peil. Il ragazzo è una Persona Aumentata, un essere umano sviluppato al solo scopo di pilotare i Gundam, e alla prima occasione utile si interfaccia con l'Aerial identificandolo come un Gundam, ma con un GUND Format diverso dal solito. Dopo aver terminato l'ispezione Elan si rende conto che Suletta non è una Persona Aumentata come lui e, deluso, la tratta con freddezza facendola piangere. Guel, avvisato dell'appuntamento, raggiunge la coppia e sfida Elan a duello per essere stato scortese con Suletta, chiedendo che non si avvicini più a lei se dovesse vincere; Elan invece chiede di poter sfidare Suletta. Il duello si presenta come un'occasione perfetta per Elan, che deve testare il suo Gundam Pharact prima dello scontro con l'Aerial che la Peil gli ha imposto di fare. Guel vi prende parte con il Dilanza di suo fratello, nonostante il padre gli abbia vietato di effettuare altri duelli, e viene sconfitto cadendo in una trappola del suo avversario. Appena ottenuta la vittoria Elan chiama Suletta per sfidarla, scommettendo il suo Aerial. |                  |         |
| 6  | Un canto cupo 「鬱陶しい歌」 - Uttōshii uta | 6 novembre 2022  |         |
| 6  | Guel viene espulso da Casa Jeturk per avere contravvenuto alle disposizioni del padre, e il nuovo capo della casa diventa suo fratello Lauda. La Peil decide che il luogo del duello sarà lo spazio aereo fuori dal Front, in cui il Pharact può muoversi più agevolmente. L'Aerial non è dotato di un'unità di propulsione e i tecnici di Casa Terra sono disposti a costruirgliene una anche a costo di dare fondo a tutte le loro finanze, sperando di recuperarle scommettendo sulla loro duellante. Suletta desidera conoscere Elan e quando cerca di incontrarlo a Casa Peil riesce solo a scambiare due parole al telefono, quindi scommette al duello di poter saperne di più sul suo conto. Le previsioni di Belmeria Winston, un'ingegnera della Peil Technologies che si occupa della Persona Aumentata 4 sostituta di Elan, erano state troppo ottimistiche: il ragazzo non regge i data storm fino alla fine del combattimento e viene sopraffatto dall'Aerial, che fa sentire la sua voce mentre dà il colpo di grazia. Suletta vince il duello e va a prendere Elan, esausto, dall'abitacolo del suo Mobile Suit semidistrutto. La direzione della Peil non sarà clemente con il pilota per il risultato ottenuto, e lo sopprimerà per poi sostituire nuovamente Elan con un'altra Persona Aumentata. |                  |         |
| 7  | Shall we Gundam? 「シャル・ウィ・ガンダム?」 - Sharu Ui Gandamu? – "Dovremmo dedicarci ai Gundam?" | 20 novembre 2022 |         |
| 7  | Suletta desidera incontrare Elan e spera di trovarlo all'Incubation Party del Benerit Group, un ricevimento che permette alle startup di ottenere dei finanziamenti dai sostenitori del gruppo. Vi prendono parte Suletta, Miorine, Nika e Martin da Casa Terra; anche Elan è presente di persona, siccome il suo prossimo sosia non è ancora ultimato. Elan e Suletta salgono sul palco e le amministratrici della Peil spingono la ragazza ad ammettere che l'Aerial è un Gundam, anche a costo di rivelare che pure il Pharact usato da Elan lo è. In mezzo all'indignazione generale Suletta cerca il sostegno di sua madre, che però è stata portata in disparte da Lauda, e Miorine prende la parola per salvare la reputazione della sua amica approfittando del tema della festa. Miorine presenta il suo nuovo progetto: l'acquisizione dei dipendenti della Shin Sei e della Peil per fondare una nuova azienda chiamata GUND-ARM Inc., che si occuperà dell'etica sull'uso dei Gundam seguendo le restrizioni della convenzione Cathedra. Dopo un primo simbolico investimento di Delling, tutti i presenti offrono il loro contributo anonimo e in pochi secondi viene raggiunta la soglia necessaria all'avviamento del progetto. Più tardi Prospera confessa a Suletta che l'Aerial è un Gundam vero e proprio. |                  |         |
| 8  | La loro scelta 「彼らの採択」 - Karera no saitaku | 27 novembre 2022 |         |
| 8  | Miorine vorrebbe assumere tutti i ragazzi di Casa Terra nella sua nuova azienda, e assegna loro dei ruoli per preparare il necessario per il lancio. Tra le cose da fare c'è la stesura dell'atto costitutivo, in cui l'amministrazione deve dichiarare di cosa si occuperà l'azienda: la prima idea scontata è la produzione di Gundam sotto forma di armi, ma non convince la coscienza di nessuno dei presenti. Miorine si prende del tempo per studiare approfonditamente i Gundam e il motivo per cui sono stati creati, andando a chiedere delle informazioni anche a Belmeria Winston, che un tempo apparteneva all'istituto Vanadis. Alla fine, Miorine mostra a tutti un video promozionale della dottoressa Cardo Nabo, ideatrice del GUND Format, in cui lo presenta come tecnologia medica per favorire, tra le altre cose, la colonizzazione dello spazio alle persone meno dotate fisicamente. I ragazzi di Casa Terra approvano molto volentieri un simile uso del GUND Format e decidono che sarà quello lo sviluppo della GUND-ARM. Shaddiq Zenelli chiede più volte a Miorine a fargli rilevare la sua nuova startup, dietro spinta del padre - dirigente della Grassley - che vorrebbe estinguere i Gundam, ma non riesce a convincerla, pertanto fa in modo che il consiglio scolastico non approvi la nuova azienda. |                  |         |
| 9  | Se solo potessi fare un passo verso di te 「あと一歩、キミに踏み出せたなら」 - Ato ippo, kimi ni fumidaseta nara | 4 dicembre 2022  |         |
| 9  | Non contenta degli sviluppi, secondo cui la GUND-ARM potrà esistere solo se subordinata a Casa Grassley, Miorine sfida Shaddiq a duello per ripristinare le regole precedenti e dare così il via autonomamente alla sua azienda all'interno della scuola. Il duello sarà una battaglia a squadre: per Casa Grassley partecipano Shaddiq, Sabina Fardin, Maisie May, Ireesha Plano, Henao Jazz e Renee Costa, mentre per Casa Terra, a corto di piloti professionisti, Suletta, Chuchu, Martin, Till, Ojelo e Lilique. Suletta chiede a Guel di aiutarli nello scontro, ma al ragazzo è stato proibito di duellare nuovamente e di lì a poco il padre gli annuncia che dovrà lasciare la scuola per occupare un posto in una sua azienda. Nella battaglia, trasmessa in diretta anche al di fuori del gruppo Benerit come richiesto da Miorine, i piloti meno esperti di Casa Terra vengono messi fuori combattimento uno dopo l'altro. Anche l'Aerial smette di rispondere ai comandi a causa dell'Antidote rilasciato dagli avversari, una misura di difesa che inibisce il GUND Format. Soltanto dopo alcune affettuose esortazioni di Suletta il robot ritorna in azione e attira Shaddiq nella trappola tesa da Chuchu. Casa Terra vince il duello e può avviare l'azienda di Miorine. |                  |         |
| 10 | Pensieri ricorrenti 「巡る想い」 - Meguru omoi | 11 dicembre 2022 |         |
| 10 | Avendo appreso che Cathedra non intende prendere nessun provvedimento contro la GUND-ARM, Sarius Zenelli cova dei sospetti sulle reali intenzioni di Delling e si interessa all'idea di Vim Jeturk di togliere di mezzo il presidente del Benerit. Miorine è sommersa di impegni che la tengono lontana dalla scuola Asticassia, e scopre che anche le persone che aveva ingaggiato per farla fuggire, appartenenti all'Unione del Consiglio Spaziale, sono interessate ai Gundam. Suletta incontra il nuovo sosia di Elan che tenta di sedurla, come piano della Peil per impadronirsi dell'Aerial, ma respinge ogni sua proposta per restare fedele a Miorine. Quest'ultima, appena tornata temporaneamente alla sua serra, solleva Suletta dall'impegno di prendersene cura e la incoraggia a tenere buoni rapporti con Elan, dandole una grande delusione. Shaddiq viene a sapere dal padre dell'intenzione di attentare alla vita di Delling quando si troverà al Plant Quetta in colloquio con Prospera, e coglie l'occasione di realizzare il suo desiderio di sciogliere il gruppo Benerit commissionando personalmente l'attacco a Naji, capo dell'organizzazione Alba del Fold residente sulla Terra. Sfruttando l'allentamento delle difese fornito dalla Jeturk, l'organizzazione attacca una delle navi in arrivo al Plant Quetta dove lavora Guel con il falso nome di Bob. |                  |         |
| 11 | Le streghe della terra 「地球の魔女」 - Chikyū no majo | 25 dicembre 2022 |         |
| 11 | Prospera cede a Delling dei dati sull'Aerial per sviluppare un progetto segreto chiamato Quiet Zero. Anche la squadra di Casa Terra al completo giunge al Plant Quetta per farsi restituire l'Aerial. Suletta si sente ignorata da Miorine e ciò la porta a distaccarsi da tutto il gruppo, ma ci penserà la sua amica a farle capire quanto è importante per lei e per gli altri, e le affida nuovamente le cure della sua serra per dimostrarle che ha fiducia in lei. Shaddiq si tiene in contatto con Vim Jeturk ma fa partire l'attacco quando lui non ha ancora lasciato il Plant Quetta, mettendo anche lui in serio pericolo. I terroristi, che hanno preso il controllo della nave Kashtanka, lanciano da lì tre Mobile Suit per le azioni sovversive, uno dei quali è pilotato da una ragazza interessata a Suletta. Miorine e Suletta stanno ancora parlando quando sentono l'allarme dell'attacco in corso, e vengono divise da una paratia. |                  |         |
| 12 | Avanzare anziché scappare 「逃げ出すよりも進むことを」 - Nigedasu yori mo susumu koto wo | 8 gennaio 2023   |         |
| 12 | Sophie neutralizza un'intera squadra di vigilanza del Plant annullando l'Antidote con un alto livello di Permet Score. Gli amici di Suletta e Miorine sono impauriti per la situazione di pericolo che li circonda; Nika capisce che i terroristi sono Earthian e invia un segnale al Mobile Suit pilotato da Norea per risparmiare la cella del Plant in cui si trova, ma desta i sospetti di Martin sul suo coinvolgimento nell'attacco. Avendo saputo che Suletta si trova nel Plant Quetta, Guel lascia la sua nave per andare a proteggerla ma si imbatte in un Mobile Suit alleato che lo attacca credendolo un nemico. Guel, non riuscendo a far capire la sua identità, uccide il pilota del robot, ma scopre troppo tardi che si trattava di suo padre. Suletta pensa di poter contribuire alla battaglia con l'Aerial ma nell'andare a recuperarlo si imbatte in un manipolo di soldati nemici. Prospera spara ai terroristi prima che possano nuocere alla figlia, e la rassicura del fatto che non avrebbe potuto agire diversamente per difenderla. Lo schieramento dell'Aerial e l'arrivo dei Dominicus guidati dal capitano Kenanji inducono i nemici terrestri alla ritirata. Un soldato rimasto nel Plant sorprende il presidente Delling ferito a morte sotto le cure disperate di Miorine e giura di ucciderlo. Suletta irrompe in quell'istante e spiaccica a terra il nemico con la mano dell'Aerial. uccidendolo in modo brutale. Miorine ripudia l'amica per tale atto. |                  |         |

### Seconda stagione
| Nº | Titolo italiano Giapponese 「Kanji」 - Rōmaji | In onda        | In onda |
| Nº | Titolo italiano Giapponese 「Kanji」 - Rōmaji | Giapponese     |         |
| 13 | Messaggeri dalla Terra 「大地からの使者」 - Daichi kara no shisha | 9 aprile 2023  |         |
| 13 | Dopo l'attentato al Plant Quetta, Suletta recupera cinque duelli che erano stati procrastinati quando l'Aerial era in stato di rimodernamento. Gli studenti coinvolti nell'attentato non possono divulgare informazioni a riguardo pena l'espulsione dalla scuola, e il fatto è stato reso noto all'opinione pubblica come un incidente. Il Benerit Group è segretamente alla ricerca dei responsabili, e la Peil accusa anche la Jeturk, il cui presidente ad interim ora è Lauda, in quanto produttrice di un Mobile Suit finito in mano ai nemici. In occasione dell'Open Campus, dove molti studenti visitano la scuola, le due "streghe della Terra" Sophie e Norea si immatricolano e si trasferiscono a Casa Terra. Mentre Sophie si presenta come fan sfegatata di Suletta e la segue ovunque vada, Norea ruba il dispositivo identificativo di Elan e lo usa per introdursi nel Pharact e studiarlo. Nika scopre le identità di Sophie e Norea ma non può rivelarle a nessuno, perché lei stessa ha permesso a Shaddiq di contattarle e arruolarle per l'attentato del Plant. Quando Nika sorprende Norea a bordo del Pharact senza permesso, mette alle strette le due nuove studentesse ma viene assalita. Suletta, arrivata appena in tempo, salva Nika e chiede di risolvere la questione per la sua amica con un duello. Miorine è rimasta al Benerit Group Front per assistere il padre, e Prospera la avvicina per proporle di continuare lo sviluppo del progetto Quiet Zero. |                |         |
| 14 | Il loro desiderio 「彼女たちのネガイ」 - Kanojotachi no negai | 16 aprile 2023 |         |
| 14 | Ha inizio il Rumble Ring, un evento di duelli in modalità Battle Royale dell'Open Campus al quale l'Holder deve partecipare. A presenziare l'evento c'è Sarius Zenelli come rappresentante di Delling, e tra i partecipanti c'è Lauda che vuole vendicare suo fratello. Nika decide di confessare alle autorità quello che sa su Sophie e Norea, ma quest'ultima la ferma prima che possa farlo. Le due streghe della Terra si introducono nel Rumble Ring con i loro Mobile Suit Ur e Thorn, gli stessi usati nell'attentato, e vengono subito riconosciute come terroriste. Le ragazze portano scompiglio e distruzione per il solo gusto di uccidere gli Spacian, il duello viene annullato e i partecipanti evacuati. Chuchu, Elan e Suletta restano sul campo per fronteggiare Sophie e Norea, mentre una squadra ingaggiata da Shaddiq rapisce suo padre adottivo Sarius dalla cabina di controllo in cui si trova. L'Aerial emette un data storm ai massimi livelli al punto da uccidere Sophie, e anche Norea smette di combattere. Belmeria racconta a Prospera di aver scoperto il segreto dell'Aerial e la donna le conferma ciò che sostiene: a farsi carico dei data storm al posto del pilota è la sua prima figlia Ericht, ora integrata nel data storm del Mobile Suit. |                |         |
| 15 | Padri e figli 「父と子と」 - Chichi to ko to | 23 aprile 2023 |         |
| 15 | Shaddiq rivela a suo padre che vuole rovesciare la concessione di spartizione della guerra in mano al Benerit Group per permettere alla Terra di riscattarsi. Guel è stato portato sulla Terra da Olcott, un ex membro dei Dominicus che ha partecipato all'attacco al Plant con l'organizzazione Alba, e viene trattenuto come ostaggio anche se il ragazzo è rimasto traumatizzato per aver causato la morte del padre e ha perso ogni voglia di vivere. Norea avvisa i suoi alleati sulla Terra che il Benerit Group farà autonomamente un sopralluogo sul pianeta per scovare i responsabili dell'attacco, senza affidarsi alle forze militari Dominicus. Naji guida l'evacuazione, mentre Olcott e altri piloti attirano i nemici per agevolare la fuga dei loro compagni. La scuola abbandonata dove viene tenuto prigioniero Guel viene colpita e una bambina di nome Seethia che si trovava lì viene coperta dalle macerie. Guel porta in salvo la bambina in fin di vita e scappa senza una meta, quando trova un Mobile Suit terrestre precipitato e vi sale sopra per pilotarlo. Anche a bordo del robot Guel non sa dove andare e Seethia gli muore fra le braccia di lì a poco. Quando gli Spacian si ritirano e la battaglia finisce, con molte perdite tra gli Earthian, Guel chiede a Olcott di indicargli dove si trova l'ascensore orbitale per tornare di nuovo alla sua vita di prima. |                |         |
| 16 | Il ciclo del peccato 「罪過の輪」 - Zaika no wa | 30 aprile 2023 |         |
| 16 | A fronte delle notizie sulle operazioni terrestri che mettono in cattiva luce il Benerit Group, il consiglio pone sul tavolo la necessità di eleggere un nuovo presidente. Shaddiq vuole a tutti i costi ottenere quell'incarico e tiene ancora rinchiuso suo padre, nel frattempo Guel torna alla sua azienda. Dopo l'attacco terroristico dell'Open Campus molti studenti hanno lasciato la scuola, che ha imposto delle misure di sicurezza molto stringenti, e i pochi rimasti accusano i ragazzi di Casa Terra di essere in combutta con i terroristi. Miorine scopre che Nika non è stata presa in custodia dalla società che supervisiona il Front, ma da qualcuno che si spacciava per loro, e chiede alla sua consulente dell'UCS di darle nuove notizie al più presto. Nika, trattenuta dall'organizzazione Alba, non accetta di unirvisi perché non condivide il loro modo di agire, nonostante convergano sugli stessi ideali. Elan viene incaricato dalla Peil di impossessarsi dell'Aerial, sequestrato assieme al Mobile Suit di Chuchu dopo l'attacco, ma appena ci sale a bordo viene colpito da un data storm repulsivo scatenato da Eri che lo costringe ad uscire dalla cabina di pilotaggio. Miorine è allibita dall'eccessiva fiducia che Suletta ripone in sua madre e va a intimarla di non usare sua figlia come strumento per i suoi scopi. Prospera rivela a Miorine che il responsabile dell'incidente Vanadis di cui vuole vendicarsi è suo padre, e le chiede di candidarsi per la presidenza del gruppo in modo da poter continuare il progetto Quiet Zero. |                |         |
| 17 | Cose preziose 「大切なもの」 - Taisetsu na mono | 7 maggio 2023  |         |
| 17 | Miorine ottiene la libertà di Suletta da sua madre, ma solo dopo che avrà combattuto un ultimo duello con l'Aerial. Elan costringe Suletta a cedergli l'Aerial arrivando perfino ad aggredirla, ma Guel la raggiunge e la difende e, quando restano soli, Guel la ringrazia per avergli dato coraggio e si dichiara ancora innamorato di lei. Grazie a Lauda che ha trattenuto la sua richiesta di rinuncia agli studi, Guel è ancora iscritto alla scuola e vuole risollevare l'azienda di suo padre ereditando il ruolo di dirigente. Miorine ascolta di nascosto la conversazione e si palesa per chiedere loro di duellare. A Suletta Miorine chiede di regalarle una vittoria per il suo compleanno, ma il vero scopo del duello è sottrarle l'Aerial, che Miorine fa scommettere a Guel in cambio di un sostegno alla Jeturk quando lei diverrà presidentessa del Benerit. Guel accetta di usare il Darilbalde potenziato con l'intelligenza artificiale e dopo un primo momento supera il trauma delle ultime battaglie che ha combattuto a bordo di Mobile Suit. Al momento più opportuno, Miorine disattiva l'Aerial a distanza facendo in modo che Guel vinca con facilità, confessa il tutto a Suletta trattandola con freddezza e le dice addio, chiudendo il suo rapporto con lei nello stesso modo in cui è cominciato. |                |         |
| 18 | Noi, esseri vuoti 「空っぽな私たち」 - Karappo na watashitachi | 21 maggio 2023 |         |
| 18 | Suletta prova a vivere normalmente cercando di dimenticare il dolore che le ha provocato Miorine, ma Chuchu si accorge che l'amica sta soffrendo e assieme agli altri ragazzi di Casa Terra la accompagna da Miorine. Shaddiq ha stretto un accordo con la Peil e cerca di ottenere anche l'appoggio di Prospera per guadagnare più consensi all'elezione del presidente del Benerit, e nel frattempo sta segretamente sostenendo alcune aziende sulla Terra con le risorse del gruppo. Anche la Jeturk e la GUND-ARM, che presentano Miorine come candidata all'elezione, devono trovare dei sostenitori. Prospera suggerisce loro di lanciare il modello di Mobile Suit Gundam Schwarzette a cui stava lavorando Vim Jeturk, anche se potrebbe contrastare gli ideali della GUND-ARM, Miorine invece decide di andare sulla Terra a placare delle sommosse contro il Benerit Group. Suletta e gli altri raggiungono il Front del Benerit ma non possono incontrare Miorine. Prospera scopre che sua figlia è lì e fa in modo che monti sull'Aerial, dove per la prima volta vede sua sorella maggiore Eri nel data storm che le dice di non aver più bisogno di lei una volta che il progetto Quiet Zero sarà ultimato, e grazie ad esso potrà muoversi e vivere autonomamente. Il data storm colpisce Suletta e la ragazza viene espulsa dall'Aerial. Anche sua madre la allontana dicendole di tornare a scuola. |                |         |
| 19 | Non è il modo migliore 「一番じゃないやり方」 - Ichiban ja nai yarikata | 28 maggio 2023 |         |
| 19 | Miorine atterra a Quinharbor sulla Terra, scortata da Kenanji, Guel, Prospera e una flotta di Mobile Suit. La ragazza insiste nel voler aprire un confronto pacifico con i rappresentanti terrestri in cui proporre un progetto di valorizzazione del pianeta, ma questi sono in collera per i recenti soprusi avvenuti per mano del Benerit Group e chiedono il ritiro l'esilio di tutti gli Spacian dalla Terra. Martin viene ricattato da Secelia che minaccia di rivelare ai suoi amici che è stato lui a denunciare Nika, ma alla fine decide di confessarlo di persona agli altri ragazzi di Casa Terra, che comprendono la sua posizione. In periferia Guel e Kenanji incontrano Sedo, uno dei bambini che si occupava di Guel quand'era prigioniero, che racconta loro della sua ammirazione per un certo Prince, soprannome di Shaddiq, che si scopre essere il responsabile degli attacchi di Alba del Fold. Guel e Kenanji avvertono Miorine e tornano alla scuola per raccogliere delle prove, ossia il presidente Sarius probabilmente tenuto prigioniero a Casa Grassley. Nel frattempo Prospera a bordo dell'Aerial distrugge per motivi personali i Mobile Suit della Ochs Earth, ancora esistente e sovvenzionata in segreto dal consiglio di amministrazione dell'UCS, e l'esplosione viene considerata un attacco a tradimento degli Spacian; ciò manda in frantumi il negoziato di interruzione delle sommosse ottenuto da Miorine. Belmeria viene invitata a collaborare con l'Unione del Consiglio Spaziale prima che venga ritenuta diretta responsabile della violazione della convenzione Cathedra in caso di soppressione del Benerit Group da parte del Consiglio. La dottoressa Winston parla loro di Quiet Zero e svela che un pezzo del prototipo si trova al Plant Quetta. In quel momento Feng viene uccisa da Godoy.       |                |         |
| 20 | La fine della speranza 「望みの果て」 - Nozomi no hate | 4 giugno 2023  |         |
| 20 | Shaddiq fa portare suo padre in un altro posto e a bordo del suo Mobile Suit, accompagnato da altre quattro studentesse di Casa Grassley, va incontro ai Dominicus diretti verso la scuola e istiga Guel a combattere con lui, incolpandolo della pessima reputazione che la gente ha di Miorine per l'attacco avvenuto sulla Terra. Per ordine di Shaddiq i tre prigionieri Nika, Norea ed Elan Persona Aumentata vengono liberati. Norea non perde tempo per vendicarsi di tutti gli Spacian e inizia a seminare terrore nella scuola con il suo Gundam, causando la distruzione di molti edifici. Kenanji e le forze Dominicus tentano di fermare la ribelle e anche alcuni studenti che si rendono disponibili partecipano alla battaglia. Secelia presta a Casa Terra il Mobile Suit Demi Barding, prototipo della Burion, affinché possano usarlo per difendere la scuola; in quel frangente Nika torna dai suoi amici e Martin la prega di aiutarli a predisporre il robot accantonando le incomprensioni passate. Elan, innamoratosi di Norea, cerca di farla ragionare e le chiede di vivere assieme a lui, ma appena la ragazza cessa di combattere viene abbattuta dai Dominicus. Lauda apprende che il responsabile della morte di suo padre è suo fratello Guel e viene informato che Petra, la ragazza di cui era innamorato, è rimasta gravemente ferita nello scontro. A tarda sera, dopo che la battaglia è giunta al termine con la morte di Norea, si sollevano i detriti della scuola e si contano le vittime, in un assordante silenzio di disperazione. |                |         |
| 21 | Ciò che possiamo fare adesso 「今、できることを」 - Ima, dekiru koto wo | 11 giugno 2023 |         |
| 21 | Miorine si incolpa per quanto accaduto a Quinharbor e alla scuola Asticassia. Shaddiq e le sue complici di Casa Grassley vengono catturati e Miorine, essendo l'unica altra candidata, diverrà presidente del Benerit. La Peil denuncia pubblicamente il gruppo per le repressioni armate sulla Terra e per lo sviluppo di Quiet Zero, dando modo all'Unione del Consiglio Spaziale di poter avviare un procedimento di smantellamento del Benerit Group, con il sostegno di Cathedra e del consiglio di sviluppo dei Mobile Suit. Sarius si offre di fare da capro espiatorio per salvare le sorti del resto del gruppo, ma Miorine non vuole sacrificare degli alleati. Suletta e gli altri ragazzi di Casa Terra aiutano gli studenti in difficoltà donando i pomodori coltivati da Miorine. Guston Parche, un investigatore della UCS, e Belmeria Winston, chiedono a Suletta di convincere sua madre a rinunciare a Quiet Zero, che, in base alle informazioni in loro possesso, irradierebbe il data storm di un Gundam in tutti gli oggetti circostanti composti di Permet rischiando di causare situazioni pericolose. La ragazza risponde che, essendo sua madre affezionata più a Eri che a lei, non le darebbe ascolto, ma vuole comunque riallacciare i rapporti con la sua famiglia e con Miorine, e gli amici di Casa Terra desiderano accompagnarla. Proprio in quel momento Prospera rivela il prototipo completo di Quiet Zero e lo usa per abbattere numerosi Mobile Suit dell'UCS intenti a sequestrarlo. |                |         |
| 22 | La via intessuta 「紡がれる道」 - Tsumugareru michi | 18 giugno 2023 |         |
| 22 | Grazie all'aiuto dell'Unione del Consiglio Spaziale, Suletta e i suoi amici, il sosia di Elan, Felsi e Rouji, arrivano nella sede del Benerit Group per organizzare la strategia d'attacco. Suletta, per poter parlare con Miorine, vince un duello si scherma con Guel e riprende il titolo di Holder. Le due ragazze tornano ad essere amiche come prima e Miorine esce dallo stato di depressione in cui era crollata. Prospera è intenzionata a raggiungere il Plant Quetta e sfruttarlo per un'estensione ai massimi livelli del data storm di Quiet Zero. L'unico modo per fermarla è raggiungere il modulo centrale di Quiet Zero usando un Gundam. Rouji suggerisce di usare la cabina di pilotaggio di un'unità del Demi Barding accessoriata con un sistema di controllo che non fa uso di Permet e non è vulnerabile all'Override. L'UCS inoltre mette a disposizione un Gundam chiamato Calibarn che piloterà Suletta, essendo l'unica in grado di sopportare un livello di data storm elevato come lo Score Five (necessario alla riuscita dell'operazione). Dopo alcuni test, Suletta si avvicina a Quiet Zero a bordo del Calibarn e l'Aerial controllato da Ericht esce allo scoperto. |                |         |
| 23 | Gentilezza implacabile 「譲れない優しさ」 - Yuzurenai yasashisa | 25 giugno 2023 |         |
| 23 | Suletta prova a raggiungere Quiet Zero ma Eri glielo impedisce attaccandola con l'Aerial. Lauda, a bordo dello Schwarzette, vuole uccidere Miorine ritenendola responsabile ciò che è accaduto a Petra e si scontra con Guel, che difende con il Dilanza la nave spaziale dove si trova Miorine. Guel decide di non scappare e si lascia colpire da Lauda, che improvvisamente si pente di averlo accusato di essere sottomesso a Miorine, e Felsi arriva in quel momento per fermare il loro litigio. Il Demi Barding guidato da Chuchu porta su Quiet Zero una capsula invulnerabile nella quale si trovano Miorine, Kenanji, Belmeria, Elan e gli altri ragazzi di Casa Terra. L'ispettore Parche mette in contatto Delling Rembran con il quartier generale strategico dell'UCS e il presidente in persona richiede loro una riunione di emergenza per rivalutare i provvedimenti nei confronti del Benerit Group. Dopo essere entrati nella nave spaziale nemica, Miorine, Belmeria ed Elan raggiungono la sala di controllo per disattivarla e Prospera tenta di fermarli. Miorine riesce a consentire l'arresto di Quiet Zero inserendo come password la frase che sua madre, Notrette, le aveva lasciato codificata nel codice genetico dei suoi pomodori. Nel frattempo la direzione dell'Unione del Consiglio Spaziale, in combutta con la Peil, si prepara a lanciare un raggio distruttivo contro Quiet Zero usando il sistema di trasmissione energetica interplanetario tramite laser di Lagrange 1, pronta a farlo passare come un incidente e a favorire l'affermazione della Peil dopo la distruzione delle aziende alleate. Ericht dispiega i Mobile Suit necessari all'estensione del data storm, e con essi assorbe il colpo facendo da scudo a Quiet Zero e alla sua famiglia.                                                         |                |         |
| 24 | Che tutta la felicità del mondo possa circondarti 「目一杯の祝福を君に」 - Meippai no shukufuku wo kimi ni | 2 luglio 2023  |         |
| 24 | Un attacco improvviso di data storm lascia dei segni irreversibili sulla pelle di Suletta, la stessa contaminazione che ha colpito anche Elnora, malgrado ciò la ragazza, appena riavuta dallo shock, si rialza per andare a incontrare sua madre. Il quartier generale dell'UCS vuole lanciare un altro raggio laser, ma in attesa che l'arma si ricarichi fa uscire dei Mobile Suit difensivi. Suletta riesce a risvegliare Ericht e si rifiuta di riconnetterla a Quiet Zero come vorrebbe sua madre. Per scongiurare un secondo attacco dell'UCS Miorine annuncia ai dipendenti alla sede del Benerit che è stato approvato lo scioglimento del gruppo e il capitale verrà venduto ad aziende terrestri. La Peil così non ha più nulla da accaparrarsi ed Elan si dimette. l'Unione del Consiglio Spaziale vuole comunque attaccare la sede del Benerit Group su Lagrange 4 e Suletta, con il Calibarn armato dei Gund-bit dell'Aerial e assieme ad altri Gundam, estende un data storm con uno Score elevatissimo che raggiunge l'arma su Lagrange 1 e la annienta con l'Override. Quella tempesta di data storm richiama le anime delle persone morte a causa di esso ed Elnora si pente del modo in cui ha agito finora. Il Permet si scompone in piccole particelle e anche Quiet Zero si dissolve e scompare nel nulla. Tre anni dopo l'economia sulla Terra è tornata ad essere fiorente, malgrado il patrimonio ottenuto dallo scioglimento del Benerit Group sia comunque destinato ad essere reinvestito nello spazio, e la scuola Asticassia è stata completamente riparata. Guel sta lavorando per ricostruire la Jeturk con l'aiuto dell'Elan originale e anche la GUND-ARM è tornata in attività. Suletta, Elnora ed Ericht, che ora vive in un computer, si sono trasferite sulla Terra e Miorine è diventata infine la sposa di Suletta. |                |         |